# Картезијанци
Картезијанци су били чланови римокатоличког црквеног реда кога је 1086. године основао Свети Бруно из Келна.  

## Историја
Ред картезијанаца основао је Бруно из Келна (око 1030-1101). Назив је добио по манастиру у Великој Шартрези у француским деловима Алпа. Картезијанци су створили мали, али веома стабилан верски ред. Заједнице су се састојале од 12 монаха и приора. Картезијанци су одбили да гомилају земљу и били су строги у примању чланова. Картезијански начин живота био је сличан пустињачком и бенедиктинском. Током недеље монаси-пустињаци живели су у малим пребивалиштима бавећи се физичким радом и молитвама. Недељом су се окупљали ради мисе и заједничког разговора. У 12. веку су картезијанци од цистерцита преузели установе визитација и великих капитола. 